# 交通通行方向

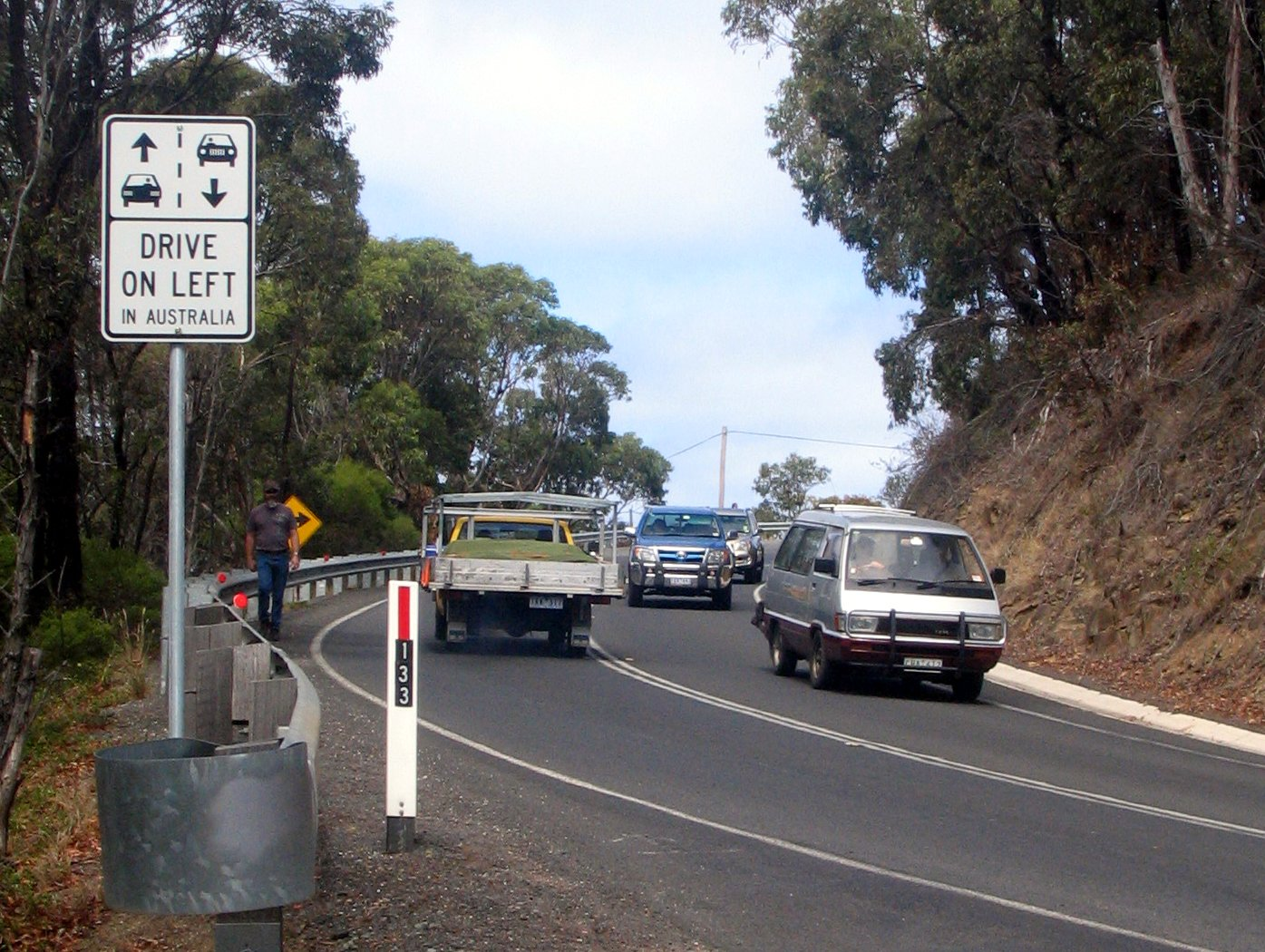
靠左行駛的澳洲大洋路

交通通行方向是交通中一种成文或不成文的规则，用以约束人和各种交通工具的通行方向，即靠左行走或靠右行走。

## 行人
虽然各国政府对于机动车的行驶方向进行了规定，但没有足够的证据表明哪个现代国家的政府曾强制行人靠道路的某一侧行走。事实上这样的规定也不可能成功实行。不过，在行人面对面交会的时候，在空间允许的情况下，也会选择是从对面来者的左侧经过，还是从其右侧经过。一般来说，在汽车靠右通行的国家，比如美国、加拿大、中国，两人在人行道上迎面相对时一般也会选择各自向右避让，让对方从自己的左侧通过。左行国家，如日本、澳大利亚和新西兰，社会习惯是让来者从自己的右侧通过。英国的情况比较特殊，行人间没有约定俗成的避让方位。

### 自动人行道、自动扶梯和旋转门
自动人行道、自动扶梯虽然不属于专门的交通道路，但在这些场合也能看到道路通行方向的影响。自动人行道（比如机场登机楼中）和自动扶梯的情况与之类似：在美国、中国这样的右行国家，当两台或两台以上的自动扶梯并排安装时，通常把向上运行的自动扶梯布置在右侧（观察者站在下方向上观望时）。此外，在这些国家里，乘坐扶梯的礼让规则是「左行右立」，即乘梯者站在扶梯（或自动人行道）右侧，騰出左侧空間，以方便有急事的人优先通过。但由于在自动人行道和自动扶梯上走动危险性较高、且会加剧机械磨损、降低整体通行效率，目前包括日本和中国大陆在内的地区已经不推荐此种做法。
与靠右通行的规则相映成趣的是，在机动车靠右通行的美国、欧洲大部分地区、以及中国，人们从旋转门的右侧进入或走出建筑物，自上向下看去，门的旋转方向是逆时针。在澳大利亚和新西兰，情况则正好相反。

## 普通道路
普通道路包括公路、高速公路、城市街道以及乡间道路，在这些道路上行驶的交通工具包括自駕车、畜力车和人力车（包括自行车）。根据车辆在这些道路上的通行方位，通常分为靠左通行和靠右通行两大类。

### 靠左侧行驶
车辆靠道路左侧行驶的传统可以追溯至古罗马时代（当时遗留下来的车辙痕迹可以证实这一点）。自古以來大部分人都是右撇子，習慣使用右手使用工具，右手也會比左手靈活及更易發力。當時的骑士在上馬時習慣由馬匹的左側，先用左脚尖踩上马镫，再騎在馬鞍上，因為習慣從馬匹的左側上落馬，所以在中世纪的欧洲形成靠左行的惯例。另外，由于習慣使用右手操作工具和武器，骑士的佩剑通常挂在身体的左侧，格鬥時使用右手持剑或长矛，因此靠左走有利于和迎面而来的敌人进行战斗，並且因為人類的心臟大部分位於左胸，靠左走能夠讓自己的心臟與敵方騎士迎面而來的刀劍保持距離，盡量保護自己的要害，這也與當時的步兵右手拿劍左手持盾的方式一致。靠左走的习惯遂在欧洲成为社会主流（例外情况是，欧洲的骑士在進行马上長矛比武时，右手持長矛，刻意令马匹靠右前进，在雙方交匯時让对手位于自己的左侧，並使用長矛攻擊對手）。

### 靠右侧行驶
靠道路右侧行驶的习惯出现在18世纪的法国，其原因是该国的驿站邮车和货车业务比较发达，邮车及货车一般配置双马，驭马者通常右手持鞭，因此需要坐在邮车左前方，或者骑在靠左的马匹身上，以便于同时驾御左右两侧的驭马。靠右行驶时，在前方有来车的情况下，车夫可以在会车时向左探视，避免两车的车轮或车彀碰到一起，而如果靠左行驶的话，就需要在车夫旁边配置副手，造成人力的浪费。这一通行方式在法国大革命和美国独立后逐渐在欧洲和美洲普及开来，并逐渐影响到其他大洲的国家和地区。

### 轉換行駛方向
一个国家的道路通行方向可以从靠左行驶改为靠右行驶，也可从靠右改为靠左，取决于该国的政治和经济需要。不过，在机动车交通系统发达的国家，进行这样的更改需要很大的花费。瑞典是欧洲大陆最后一个更改通行方向的国家（1967年9月3日，通稱H日）；整个欧洲最后一个更改通行方向的国家是冰岛，在1968年5月26日改為靠右行駛；日本的冲绳则在经过六年准备工作后，才于1978年将靠右通行改为靠左通行（1978年7月30日，通稱730）。

## 鐵道

铁路通行方向列车靠右行驶的国家或地区
铁路通行方向列车靠左行驶的国家或地区
缺少信息/没有铁路的国家或地区

英国是最早建造铁路的国家。在出现复线铁路后不久，它的铁路系统就沿用了普通道路上靠左行驶的交通规则。随着19世纪中叶以后各国聘请英国工程师修建自己的铁路系统，这一规则也推广到许多国家。通常情况下，在靠铁路左侧通行的国家，火车司机的驾驶座位设在左侧；在靠铁路右侧通行的国家，火车司机的座位则设在右侧，这与汽機車的情况正好相反。这样做的原因是可以使司机更清楚地看到前方路边的铁路交通信号。
在比较先进的国家，铁路信号装置都可以双向显示，也就是说复线铁路的任意一道在必要的情况下可以以较大反向行驶（通常是一侧故障或者施工及事故，以及试验），若是在故障情况下双线区间改为单线行驶，改用路票行车或者电话闭塞亦可改变行驶方向。

### 靠左侧行驶
英国的干线铁路和城市轨道交通系统几乎全都靠左行驶。但是也有例外，例如在苏格兰，从格拉斯哥至威廉堡（Fort William）的铁路上，火车是靠右行驶的，因为这段铁路的月台皆為設在两条路轨中央的島式月台，列车靠右行驶，则月台在列车前进方向的左侧，司机在进站时可以方便地观察站台上的情况。
在一些曾经是英国殖民地的国家和地区，比如香港、澳大利亚和印度，列车也是靠左通行的。但是加拿大是个例外，它的铁路系统和美国一样，是靠右侧通行的。
值得注意的是，在一些汽機車靠右侧行驶的国家，比如中国大陆、韓國、法国大部分地区、比利时、意大利、瑞士法语区、葡萄牙、瑞典、巴西、阿根廷、越南、老撾等国家，火车也是靠左行驶的。这是因为这些国家最早的铁路系统也是聘请英国工程师设计建造的。
日本的铁路系统學習英國靠左行驶；甚至把这一规则带到了曾為其殖民地的韩国和台湾。韩国和台湾在第二次世界大战后将公路通行方向改成了靠右通行，铁路交通规则却仍沿用舊制。
在轨距相同的情况下，不同国家之间的铁路可以直接连接，例如连接英国和法国的“欧洲之星”列车（Eurostar），在英国和法国境内都是靠左行驶的，因此不需要变换方向。在列车进入行驶方向不同的国家时，例如从荷兰进入比利时、从中国进入蒙古，在法国从其他地区进入阿尔萨斯和洛林以及弗朗什-孔泰时采用适当的方式变换行驶方向，主要的技术实现手段有采用立体疏解、以单线区间连接、交叉渡线、“错轨”以及透过车站咽喉调整。

### 靠右侧行驶
美国、加拿大、德国、俄罗斯和前苏联国家、欧洲大多数大陆国家，法国的阿尔萨斯和洛林以及弗朗什-孔泰地区因线路建于德控时期采取铁路靠右侧通行的规则。这些国家的轨道交通系统也多采取靠右通行规则。在美国，芝加哥西北铁路（Chicago and Northwestern Railroad）在遇到双线路段时靠左行驶，因为这条铁路是由英国人投资修建的。其中法国弗朗什-孔泰地区贝尔福经米卢斯到瑞士巴塞尔有相当复杂的行驶方向规则，该区间会变换两次行驶方向（右-左-右）
朝鲜的铁路基本上都是单线，在火车站和会车段，采取各自靠右侧通行的原则。
中国大陆境內的城市軌道交通系統，如中国大陆许多城市的地铁、亦採取靠右側通行的制度，與中国国铁有所不同，但也有例外情况。
台灣的大眾運輸中，台鐵沿襲日治時代舊制靠左行駛，台灣高鐵亦同，而台北捷運、高雄捷運等各地的捷運系統則採靠右通行。

### 
一般来说，各国的地铁、轻轨、捷运、有轨电车等通常采取与汽機車靠道路同一侧行驶的交通规则。也就是说，在汽機車靠右行驶的国家，轨道交通系统通常也靠右行驶，反之亦然。这样做的主要原因是，这些轨道交通系统通常会有一部分线路借用普通路面，甚至与汽機車和其他交通工具混行（比如有轨电车），因此需要遵守道路交通规则。
需要注意的是，城市轨道交通方向和铁路的通行方向不总是一致的。比如台灣、中国大陸、韩国、法国的傳統铁路车辆都采用靠左通行的原则，而其城市轨道交通系统车辆却靠右通行。
中国大陸的轨道交通系统采取靠右通行的规则。中国大陸最早的地铁线路——北京地铁是靠右侧通行的，司机座位则设在右侧，以便进站停车时驾驶员助手下车查看乘客上下车情况。之后建成的上海地铁、广州地铁、深圳地铁等中国大陆其它城市建成的地铁，都采用了靠右通行的规则。温州轨道交通是个例外，两条线路全线靠左行驶。
香港的鐵路集體運輸系統：港鐵，其前身香港地鐵和九廣鐵路的絕大多數車站都沿襲了英國的習慣靠左通行（除屯馬線東段（原马鞍山线路段）和觀塘綫延綫）。
澳門的城市軌道交通系統：澳門輕軌，採取靠左通行的制度。
台灣的大眾捷運系統：台北捷運、高雄捷運、桃园捷运、新北捷運、台中捷運，採取靠右側通行的規則。
但是現在仍有部分國家及地區出現了城市軌道交通行駛方向相反的區段。其主要目的是方便线路換乘或旅客乘降。
左行系統裡的右行區段：
- 伦敦地铁

中央線白城站區段（因歷史原因，伍德巷舊站區段原為環形軌道，該線路西延後，此站區段改為右行）。北線銀行及紀念碑站，倫敦橋站、自治市站區段；肯蒂什鎮站區段。維多利亞線國王十字聖潘克拉斯站、尤斯頓站、華倫街站區段。
- 港鐵

屯馬線 烏溪沙站-土瓜灣站區段; 觀塘線油麻地站-黃埔站區段。港鐵唯一的例外是屯馬線中的原馬鞍山綫路段和大圍站—土瓜灣站路段，該線路採取靠右通行的規則，原因是原馬鞍山綫需要遷就轉線站大圍站設計，方便馬鞍山綫乘客於大圍站下車後通過連接橋以最短距離到達東鐵綫大圍站往金鐘站方向的月台。日後港鐵的屯馬綫烏溪沙站至土瓜灣站亦會保留靠右通行的規則，但為了連接靠左通行的原西鐵綫，將會在土瓜灣站進行立體交匯。此外，觀塘綫延綫亦採取靠右通行的規則，原因是油麻地站月台設置特殊，故列車於油麻地站至黃埔站的行車方向將為「左下右上」；而觀塘綫調景嶺站亦因為越位隧道走線設計問題，同樣採用靠右通行的規則。
- 广深铁路

平湖南站至深圳站区段（仅三四线）。因广深四线建设需要，为了避开高压管道，在新建四线时调整了三四线的位置关系。这就导致了三四线（普速线）在两边且列车靠右开行，一二线（准高速线）在中间且列车靠左开行的情况。
右行系統裡的左行區段：
- 成都地铁

2号线天河路站至犀浦站区段，为在犀浦站同台换乘左行规则的国铁成灌铁路；10号线簇锦站至太平园站区段，为在太平园站同台换乘3号线成都医学院站方向；5号线和6号线在西北桥站相邻区段，为在西北桥站叠岛站台同台换乘。
- 北京地铁

八通线花庄站至环球度假区站区段。主要原因是为了避免7号线与八通线行驶路段相撞，以及八通线的上下行变化保证本站中间区域均为进站离开度假区的客流，防止北京环球度假区游客人多时，对环球度假区站形成客流交织的问题。
- 上海地铁

10号线虹桥火车站站至虹桥1号航站楼站区段，主要是为了方便乘客可在虹桥2号航站楼站的同一站台选择乘坐2号线与10号线市区方向的列车。
- 杭州地铁

4号线火车东站至新塘站之间，主要是为了方便乘客可在火车东站或者彭埠站同台换乘1号线。
- 深圳地铁

7号线农林站至上沙站区段，主要是为了方便乘客可在车公庙站进行逆向同台换乘9号线。
- 佛山地铁

2号线绿岛湖站至张槎站区段，主要是为了配合智慧新城站与张槎站为未来连续同台换乘站，未来将与4号线换乘，方便乘客可在智慧新城站进行逆向同台换乘。
- 韩国首都圈电铁

韩国的首都圈电铁线路中的韓國鐵道公社路段采取靠左通行的制度，但其包含的地铁路段(除首尔地铁1号线外，原因是為了方便首爾地鐵1號線列車離開地鐵路段後行駛到國鐵線路上)则是右侧通行。
當路線沒有建築完成時會有例外的情况，若是當時的終點車站前後並沒有設置道岔，則需要從更遠的道岔先行換線，如在1998年至2000年期间，北京地铁复八线与1号线（苹果园站至西单站区间）没有全线贯通，在复八线自四惠东站至天安门西站的运行区间中，地铁列车在东单站以西的区间采取交替变更运行方向的方式，即首趟西行列车在离开东单站后仍靠右行驶，至终点站天安门西站；然后不更换行驶方向，调头向东行驶，这时的行驶方向变为靠左；在王府井站与东单站之间重新改为靠右行驶。下一趟列车的运行方式则与之相反，在离开东单站之后改为靠左行驶，至终点站天安门西站后直接调头东返。台北捷運藍線的江子翠－新埔間剛開通時亦是如此。
需要注意的是，對於城市軌道交通與國家鐵路行駛規則完全相反的國家來說，未明確行駛方向會給部分乘客帶來方向上的混亂。

## 船舶
《國際海上避碰規則公約》規定，当两船對頭相遇時，各自靠右航行 (When two power-driven vessels are meeting on reciprocal...each shall alter her course to starboard...)。在两船航线呈丁字或八字相遇时，位于对方左侧或左前侧一方的船舶要避让右方来船。在欧洲的内河航运水道，例如莱茵河上，船舶也采取类似的航行避让规则。但是在河流向左转弯时，溯河上行的船舶有权要求向下游顺流航行的船舶向左方避让，因为在河道转弯处，内侧的水流速度大于外侧，不利于逆水航行。
大型船舶的驾驶台位置通常位于舰桥正中，大多数小型船舶和内河船舶则通常设在右侧。这是由避让右方来船的海事规则决定的，驾驶员在舰桥右侧操船，便于发现右方的船只。但是，主要的游艇制造国——美国、德国和意大利生产的私人游艇，其驾驶员座位通常设在船舱的左侧，与汽车的驾驶座位类似。

## 飞机
在早期，飞机相遇时，各自向自己的左侧避让。这和人类面临危险时自动保护左侧（心脏一侧）的本能是相符的，比方不論靠左行駛還是靠右行駛的國家, 建造的航空母艦其艦島幾乎都在右側, 而彈射道或起飛道是向前或偏左, 降落時若有狀況也可以向左重飛。這时也与早期飞机的发动机结构有关，第一次世界大战之前，飞机大多采取星式活塞发动机，自飞行员座位向前望去，螺旋桨是向左（逆时针）旋转的。这就对机身产生一个向右（顺时针）的旋转力矩，当飞行员向右转弯时，对操纵杆和尾舵踏板施加的力气，要小于向左转所需的力量，这就使得飞行员向右转弯比向左转弯更容易。現代，進入和離開飛機場跑道總是單向，考慮到
- 風速（為了避免航空事故，通常選擇風平浪靜的跑道[7]）
- 飛機隨時是在起飛中的狀態，也隨時是在降落中的狀態[8]。

《国际民用航空公约》 附件2空中规则 规定：当两航空器正在对头相遇时，他们都须向右改变航向（When two aircraft are approaching each other head on they must both alter heading to the right）。《中华人民共和国飞行基本规则》第71条规定，目视飞行时航空器在同一高度上对头相遇，应当各自向右避让；第49条规定，在地面滑行或者牵引时，航空器对头相遇，应当各自靠右侧滑行。